# Rácz Gergő
Rácz Gergő (Budapest, 4 de març de 1976) és un cantant hongarès Va ser membre de tres colles de música hongaresa. Va guanyar l'edició d'aquest any del programa A Dal amb la Reni Orsovai. Tot i això, no aniran a l'edició d'Eurovisió 2020 d'aquest any.

## Biografia
Rácz Gergő va néixer el 4 de març de 1976 a Budapest. Als 11 anys va començar a tocar la guitarra a l'Escola de Música Dohnányi Ernő al districte 18. El seu primer concurs seriós al món de la música va passar amb l'edat de 15 anys quan va ser part de la Competició Nacional de Guitarra de l'Escola de Música, on va rebre el primer premi causa de la seva musicalitat i tècnica precisa. El 1995, va ser admès a l'Acadèmia de Música Liszt Ferenc en guitarra clàssica.

## Carrera musical

### Park
Va a ser membre junt Dávid Fenyő, Víktor Pálmai i Révi Sándor. El productor musical de la seva colla va ser Miklós Fenyő. Va ser en aquest moment el del seu primer enregistrament musical.

### V.I.P
Fou un membre junt Víktor Rakonczai, Imre Rakonczai i l'Alex Jozsa. A principis de l'any 1997, la colla V.I.P va rebre al nou membre, Rácz Gergő, esdevenint l'equip nacional hongarès per al Festival d'Eurovisió. Va representar Hongria, a la final de Dublín el 3 de maig de 1997. Amb 39 punts, va acabar 12è en el Why Do You Need to Go? ?. El seu primer àlbum, V.I.P, també va ser llançat en 1997. Després de quatre àlbums, van anunciar al març de 2001 que llançarien el seu àlbum recopilatori, Best of. El 13 d'abril de 2001, es van acomiadar dels seus fanàtics en un gran concert.

### Fool Moon
Va ser mebre del grup junt a Barnabás Wodala, Gábor Molnár, Tamás Mészáros, Németh Németh. Gergő es van unir a la colla d'acapella Fool Moon en 2004 i van guanyar una competició internacional d'acappella l'any següent, començant així la carrera estrangera de l'equip. Des de llavors, els nois han anat de gira a diversos concerts a Àsia i Europa. Van aconseguir un gran èxit a Hongria amb la seva cançó "Just just be over" en Dal 2014. Gergő va ser coautor i arranjador de la cançó i el director artístic de la producció. Aquesta és la primera vegada a Hongria que veiem un programa que posa tant èmfasi en els tambors corporals.

### Carrera en solitari
Gergő va sortir amb un àlbum en solitari el 2006 anomenat The World Within Us. La cançó principal de l'àlbum aviat es va convertir en un èxit i s'ha escoltat a la ràdio des de llavors. La cançó, l'any del seu llançament, va ser la cançó hongaresa més tocada per la ràdio comercial més gran, i també va ser nominada per Comet i Otto Bravo. No obstant això, la cançó va rebre una recepció molt positiva des d'un punt de vista professional. Posteriorment, les noves cançons en solitari de Gergo es van caracteritzar per guies melòdiques altes i monumentals que eren gairebé clàssiques. També va crear videoclips que es poden crear utilitzant les últimes tècniques. Tal va ser, per exemple, la seva cançó "Different Than Different" o "Fight and Desire". En 2013, va tornar al món de la música pop convencional i va produir la seva propera cançó de ràdio Just Stand By! que va arribar a la final de la cançó "Dal". Les ràdios han estat gaudint aquest èxit des de llavors. A l'any 2014, en Gergő va tenir una novetat: va seleccionar algunes de les seves composicions més reeixides i va fer el primer vídeo de cançó acappella a Hongria. La producció va ser extremadament reeixida tant en la professió com en la música.

### Carrera com a compositor
La carrera de solista i compositor de Gergő sovint està entrellaçada, ja que escriu les seves cançons per a si mateix la major part de les ocasions. El cantant va començar a compondre a una edat molt primerenca, i per Park i per V.I.P. èxits coneguts de la banda. El V.I.P., després de la desintegració, va produir un disc titulat "El món dins nostre" esmentat anteriorment. Ell ha estat abocant èxits des de llavors, escrivint cançons per a ell i per a altres. El 2010, van començar a treballar amb el compositor Viktor Rakonczai i des de llavors han escrit molts èxits per als artistes nacionals més populars, com: Kati Wolf Per què et perds? amb el qual va representar Hongria en el Festival d'Eurovisió a Dortmund el 2011. El fruit d'aquesta col·laboració és Tibor Kocsis See the Miracle!, Thick Brothers, "Keep Your Dream!" i "Beautiful Beautiful" d'István Tabáni. Els dos últims també van guanyar el Premi Fonograma. En els últims anys, Gergo també ha treballat amb Gábor Molnár i Krisztian Burai, els qui van escriure cançons com Shotgun o Alex Hit Rewind de Venczli.

### A Dal (2020)
Guanyador del programa de talents A Dal amb la Reni Orsova. A més de guanyar el premi de $ 75 milions, el duo també va rebre el Premi de Música Petőfi de l'Any en la categoria de Cançó de l'Any.

## Discografia

### Amb PARK
- Minek nőjek fel? (1991)

### Amb V.I.P
- V.I.P (BMG) (1997)
- Keresem a lányt (BMG) (1998)
- Szükségem van rád (BMG) (1999)
- Csak Neked (BMG) (2000)
- Best of (2001)

### En solitari
- Bennünk a világ (2006)

### Amb Fool Moon
- Merry Christmas (2004)
- Acappelland (2008)
- Arany-óra (2008)
- GeorgeMichaelJackson5 (2011)
- Music & Soul (2012)
- Kettesben jó (2014)

## Premis i reconeixements
- 1er lloc al Concurs nacional de guitarra clàssica (1991)
- Premio Ward Swingle pel 1er lugar (2005)
- 1er lloc a la Competició Taiwan Acappella (2006)
- Fonograma - Premi de la música hongaresa (2011, 2012)
- El guanyador del programa A Dal junt la Reni Orsova (2020)
- Guanyador de la categoria de Cançó de l'Any Petofi Music Award amb la Reni Orsova (2020)